# Антониу ди Оливейра Салазар
Антониу ди Оливейра Салазар (на португалски: António de Oliveira Salazar) е португалски икономист и политик. Той е министър-председател на Португалия и фактически диктатор от 1932 до 1968 г.

## Живот и дело
Произхожда от скромно семейство на земеделец. Майка му съумява да осигури средства за образованието му благодарение на огромни лишения. Първоначално има намерение да стане свещеник. Постъпва обаче в университета в Коимбра, където учи икономика и финанси и се издига до професор по национално стопанство. През 1928 г. оглавява финансовото министерство. Скоро се превръща в главен властови център в страната.
Чрез строга политика на икономии Салазар успява да стабилизира държавните финанси. От юли 1932 г. е министър-председател на Португалия. Подкрепян е от онези обществени кръгове, които са отвратени от хаоса на републиканска Португалия.
През 1933 г. е приета нова конституция на страната, която узаконява еднопартийното управление. Оповестено е създаването на т.нар. Нова държава (Estado Novo). По своята същност тази Нова държава е консервативно-авторитарна диктатура, която се базира на стопанската стабилност и политическата репресия. Въведената още от 1926 г. цензура, забрана на събранията и свобода на изказванията възпрепятстват дейността на несъгласните с водената от правителството политика. Политическите партии, които сами не са се разпуснали, са забранени.
Режимът на Салазар често бива дефиниран като фашизоиден, макар да остава далече от класическия италиански и германски модел на тоталитарно уреждане на държавата. В страната функционира тайна полиция (Polícia Internacional e de Defesa do Estado), казионни организации (например младежката Mocidade Portuguesa) и паравоенни милиции (Legião Portuguesa), но общо взето тяхната мисия е съхраняване на спокойствието за установената власт. Националният съюз, председателстван от Салазар никога не придобива облика на фашистките партии в другите европейски страни. Членството в него не е задължително, а нечленуващите в него успяват също да заемат важни държавни и административни постове. Официално се твърди, че това не е политическа партия, а организация за единство на всички португалци.
В същото време Салазар не крие, особено през 30-те години на XX век, че се възхищава от Мусолини. По това време определено може да се намери тенденция към фашизация на португалското общество, тенденция която постепенно и тихомълком е изоставена в годините след Втората световна война.
В годините на Испанската гражданска война Салазар заема страната на франкистите. В последвалата световна война обаче той се стреми да води политика на балансиране между съюзниците и силите на Оста. Израз на тази политика е използването на Азорските острови от съюзниците като военна база. В същото време на хитлеристка Германия е предоставена концесия за добив на волфрам, за което Португалия е богато възнаградена. Страната е една от малкото, които успяват да постигнат икономически напредък през войната - златните резерви нарастват, а предвоенният дълг към Великобритания е погасен.
Големите колониални владения на Португалия дават самочувствие на Салазар да разгърне широка пропагандна кампания под надслов: „Португалия не е малка“. Геостратегическото положение на страната и антикомунистическата ѝ риторика позволяват тя да стане един от основателите на НАТО (1949 г.). През 1955 г. страната става член и на ООН.
Избухналите колониални войни от началото на 60-те години на XX век подкопават режима на Салазар. Все повече военни и граждани разбират, че задържането на колониалната империя на страната става непоносимо и неизпълнимо бреме.
През 1968 г. Салазар е покосен от мозъчен удар и вече не е в състояние да седи начело на държавата. Прекарва следващите две години в родния си град, където умира през юли 1970 г. Четири години по-късно Революцията на карамфилите помита обявената от Салазар Нова държава и слага край на португалската колониална империя.
Макар че управлението му е откровена авторитарна диктатура, Салазар остава изключително популярен сред широки кръгове на португалското общество.